# ヴィリアメ・タカヤワ (ラグビー選手)
ヴィリアメ・タカヤワ（Viliame Takayawa、1997年2月21日 - ）は、ジャパンラグビーリーグワン横浜キヤノンイーグルスに所属するラグビーユニオン選手。

## プロフィール
- フィジー出身。
- ポジションはセンター(CTB)。
- 身長 184 cm、体重 100 kg

## 略歴
9歳まで柔道をやっており、小学1年生からラグビーを始めた。
ケルストンボーイズ高校卒業後、2017年、流通経済大学に入る。
2021年、流通経済大学卒業後、キヤノンイーグルス(現・横浜キヤノンイーグルス)に加入。
2022年1月8日に行われたJAPAN RUGBY LEAGUE ONE第1節NECグリーンロケッツ東葛戦にて途中出場で日本での公式戦初出場を果たした。